# John Gavin Nolan
John Gavin Nolan (* 15. März 1924 in Mechanicville, Saratoga County, New York (Bundesstaat); † 19. November 1997 in Bronx, New York City) war ein US-amerikanischer Geistlicher und römisch-katholischer Weihbischof im US-amerikanischen Militärordinariat.

## Leben
Nolan empfing nach seiner theologischen Ausbildung am 11. Juni 1949 die Priesterweihe. An der Katholischen Universität von Amerika in Washington, D.C. wurde er 1956 mit einer theologischen Arbeit über Jerome and Jovinian, den Kirchenvater Hieronymus und den altchristlichen Mönch Jovinian, promoviert.
Von 1962 bis 1987 war er Generalsekretär der Catholic Near Eastern Welfare Association (CNEWA) sowie Präsident der Päpstlichen Mission für Palästina.
Papst Johannes Paul II. ernannte ihn 1987 zum Titularbischof von Natchesium und bestellte ihn zum Weihbischof im US-amerikanischen Militärordinariat. Die Bischofsweihe spendete ihm am 6. Januar 1988 Papst Johannes Paul II. selbst; Mitkonsekratoren waren die Kurienerzbischöfe Eduardo Martínez Somalo und Giovanni Battista Re.
1967 wurde er als erster Katholik, durch den Patriarchen von Konstantinopel Athenagoras I., mit dem Gold Cross of the Council of Rhodes ausgezeichnet. Er war Großkreuz-Ritter des Ritterordens vom Heiligen Grab zu Jerusalem und Ehrenkanoniker der Grabeskirche in Jerusalem. Er gehörte dem Malteserorden an.

## Schriften
- The Parish Library. A Study of Its Place in Parish Life, Its Functions and Services, 1954
- Jerome and Jovinian, Catholic University of America Press, 1956 (Abstract Dissertation)
- Overpopulation. A Study of Papal Teachings on the Problem, with Special Reference to Japan, Ausgaben 96–100, 1956, zusammen mit Anthony Zimmerman, John Anthony Prah, Walter J. Schmitz, William F. Hogan

## Schriften (Nachdruck)
- Jerome and Jovinian, Catholic University Of America, Studies In Sacred Theology, Second Series, No. 97, Nachdruck 2013, ISBN 978-1-258-60815-6